# 火炬队
火炬队（波蘭語：Żagiew），又称犹太自由卫队（波蘭語：Żydowska Gwardia Wolności），是德占波兰境内的一个由犹太人纳粹勾结者组成的内奸组织。火炬队由德国人成立于1940年末，受德国资助，亚伯拉罕·甘茨瓦伊什担任领导，主要在华沙隔都内行动。火炬队的许多成员都与犹太人纳粹勾结者组织“13号小组”有关，后者同样由甘茨瓦伊什领导。火炬队的存在一直延续至1943年华沙隔都在起义后被消灭为止。
火炬队拥有超过一千名犹太人特工，其中一些成员由盖世太保准许持有和携带枪支。
火炬队的主要目标是渗透犹太抵抗运动网络，挖掘这些运动网络与援助和藏匿波蘭總督府治下犹太人的波兰地下组织的联系。火炬队在东西前线都造成了可观的破坏。火炬队特工在“波兰人酒店”的组织事务中起到了重要作用：纳粹合作者佯装可协助犹太人潜逃至南美，将富有的犹太人引诱至波兰人酒店，剥夺犹太人的钱财后将他们送至集中营，或直接杀害他们。

## 注解
1. ↑  Jerzy Ślaski, Jerzy Piesiewicz, Polska walcząca: 1939-1945, Published by Instytut Wydawniczy Pax, 1990; ISBN 83-211-1428-8.
2. 1 2  Piotrowski, Tadeusz. . Jefferson, NC and London: McFarland & Company. 1997: 74. ISBN 0-7864-0371-3. （原始内容存档于2019-04-09）.
3. ↑  Marian Apfelbaum, Two Flags: Return to the Warsaw Ghetto, Gefen Publishing House, Jerusalem, 2007 pg. 151
4. ↑  Henryk Piecuch, Syndrom tajnych służb: czas prania mózgów i łamania kości, Published by Agencja Wydawnicza CB, 1999; ISBN 83-86245-66-2.